# Region Rheinpfalz
Die Region Rheinpfalz war bis zur Gründung der länderübergreifenden Metropolregion Rhein-Neckar am 1. Januar 2006 eine der fünf Planungsregionen in Rheinland-Pfalz. 
Die Region wurde mit der Neufassung des Regionengesetzes vom 8. Februar 1977 geschaffen und umfasste die pfälzischen Landkreise Bad Dürkheim, Ludwigshafen, Germersheim und Südliche Weinstraße, sowie die kreisfreien Städte Frankenthal, Landau in der Pfalz, Ludwigshafen am Rhein, Neustadt an der Weinstraße, Speyer und Worms, wobei letztere auch der Region Rheinhessen-Nahe zugeordnet wurde. Vorgängerinnen waren die 1968 errichteten Regionen Südpfalz und Vorderpfalz.
Träger der Regionalplanung in der Region war die Planungsgemeinschaft Rheinpfalz K.d.ö.R., eine Selbstverwaltungskörperschaft der zur Region gehörenden Gebietskörperschaften. Zentrale Aufgabe der Planungsgemeinschaft war die Erstellung des regionalen Raumordnungsplans. Dafür unterhielt sie eine Geschäftsstelle beim Raumordnungsverband Rhein-Neckar in Mannheim, der auch die drei Raumordnungspläne im Rhein-Neckar-Raum in einer zweiten Stufe zu einem gemeinsamen Raumordnungsplan zusammenführte.
Mit dem Staatsvertrag zwischen den Ländern Baden-Württemberg, Hessen und Rheinland-Pfalz über die Zusammenarbeit bei der Raumordnung und Weiterentwicklung im Rhein-Neckar-Gebiet vom 26. Juli 2005 wurden die Aufgaben der Planungsgemeinschaft Rheinpfalz ab dem 1. Januar 2006 auf den Verband Region Rhein-Neckar K.d.ö.R. übertragen, der seitdem einen gemeinsamen einstufigen Regionalplan erstellt.